# Станци (Алексинац)
Станци су насеље у Србији у општини Алексинац у Нишавском округу. Према попису из 2022. било је 128 становника (према попису из 1991. било је 301 становника).

## Демографија
У насељу Станци живи 209 пунолетних становника, а просечна старост становништва износи 50,7 година (47,1 код мушкараца и 54,4 код жена). У насељу има 99 домаћинстава, а просечан број чланова по домаћинству је 2,43.
Ово насеље је скоро у потпуности насељено Србима (према попису из 2002. године), а у последња три пописа, примећен је пад у броју становника.
|  |

| Демографија | Демографија | Демографија |
| Година      | Становника  | Становника  |
| ----------- | ----------- | ----------- |
| 1948.       | 609         |             |
| 1953.       | 595         |             |
| 1961.       | 587         |             |
| 1971.       | 465         |             |
| 1981.       | 374         |             |
| 1991.       | 301         | 300         |
| 2002.       | 241         | 242         |

| Етнички састав према попису из 2002.‍ | Етнички састав према попису из 2002.‍ | Етнички састав према попису из 2002.‍ | Етнички састав према попису из 2002.‍ | Етнички састав према попису из 2002.‍ |
| ------------------------------------ | ------------------------------------ | ------------------------------------ | ------------------------------------ | ------------------------------------ |
|                                      |                                      |                                      |                                      |                                      |
| Срби                                 | Срби                                 |                                      | 239                                  | 99,17%                               |
| Роми                                 | Роми                                 |                                      | 2                                    | 0,82%                                |
| непознато                            | непознато                            |                                      | 0                                    | 0,0%                                 |

| Година пописа     | 1948. | 1953. | 1961. | 1971. | 1981. | 1991. | 2002. |
| ----------------- | ----- | ----- | ----- | ----- | ----- | ----- | ----- |
| Број домаћинстава | 108   | 122   | 123   | 114   | 110   | 99    | 99    |

| Број чланова      | 1  | 2  | 3  | 4  | 5 | 6 | 7 | 8 | 9 | 10 и више | Просек |
| ----------------- | -- | -- | -- | -- | - | - | - | - | - | --------- | ------ |
| Број домаћинстава | 29 | 31 | 19 | 13 | 2 | 4 | 1 | 0 | 0 | 0         | 2,43   |

| Пол    | Укупно | Неожењен/Неудата | Ожењен/Удата | Удовац/Удовица | Разведен/Разведена | Непознато |
| ------ | ------ | ---------------- | ------------ | -------------- | ------------------ | --------- |
| Мушки  | 100    | 14               | 73           | 10             | 3                  | 0         |
| Женски | 111    | 7                | 74           | 26             | 4                  | 0         |
| УКУПНО | 211    | 21               | 147          | 36             | 7                  | 0         |

| Пол    | Укупно                    | Пољопривреда, лов и шумарство | Рибарство                            | Вађење руде и камена | Прерађивачка индустрија       |
| ------ | ------------------------- | ----------------------------- | ------------------------------------ | -------------------- | ----------------------------- |
| Мушки  | 69                        | 49                            | 0                                    | 0                    | 8                             |
| Женски | 40                        | 36                            | 0                                    | 0                    | 0                             |
| УКУПНО | 109                       | 85                            | 0                                    | 0                    | 8                             |
| Пол    | Производња и снабдевање   | Грађевинарство                | Трговина                             | Хотели и ресторани   | Саобраћај, складиштење и везе |
| Мушки  | 0                         | 3                             | 4                                    | 1                    | 0                             |
| Женски | 0                         | 0                             | 1                                    | 1                    | 0                             |
| УКУПНО | 0                         | 3                             | 5                                    | 2                    | 0                             |
| Пол    | Финансијско посредовање   | Некретнине                    | Државна управа и одбрана             | Образовање           | Здравствени и социјални рад   |
| Мушки  | 0                         | 0                             | 1                                    | 1                    | 1                             |
| Женски | 0                         | 0                             | 0                                    | 1                    | 1                             |
| УКУПНО | 0                         | 0                             | 1                                    | 2                    | 2                             |
| Пол    | Остале услужне активности | Приватна домаћинства          | Екстериторијалне организације и тела | Непознато            | Непознато                     |
| Мушки  | 0                         | 0                             | 0                                    | 1                    | 1                             |
| Женски | 0                         | 0                             | 0                                    | 0                    | 0                             |
| УКУПНО | 0                         | 0                             | 0                                    | 1                    | 1                             |